# 埃錢迪峰
埃錢迪峰（西班牙語：Cerro Echandi），是中美洲的山峰，位於巴拿馬和哥斯達黎加接壤的邊境，屬於塔拉曼卡山脈的一部分，海拔高度3,163米，是巴拿馬的第四高峰。